# Eric Verstappen
Eric Verstappen (* 19. Mai 1994 in Venlo) ist ein niederländischer Fußballtorwart.

## Karriere

### Verein
Eric Verstappen wurde in den Jugendmannschaften der VVV-Venlo und der PSV Eindhoven ausgebildet. Für die Profimannschaft seiner Heimatstadt sowie De Graafschap Doetinchem kam er nie zum Einsatz, sondern spielte lediglich für deren zweite Mannschaften in der ehemaligen Reserveliga Beloften Eredivisie.
Im Sommer 2017 nahm ihn der deutsche Zweitligist Eintracht Braunschweig unter Vertrag. Für dessen zweite Mannschaft kam er dreimal in der Regionalliga Nord zum Einsatz. Zur Saison 2018/19 kam Verstappen bei TeBe Berlin in der Oberliga Nordost unter. Er ging mit der Mannschaft als erster Torhüter in die Saison, wurde jedoch nach vier Spielen vom jüngeren Ertuğrul Aktaş verdrängt und stand anschließend nicht mehr auf dem Feld.
Im Winter 2019 absolvierte er ein Probetraining beim deutschen Drittligisten Würzburger Kickers, wo er überzeugte und einen Vertrag bis Saisonende erhielt. Im Saisonendspurt rückte der Niederländer für den verletzten Patrick Drewes in den Kader und erhielt den Vorzug vor Leon Bätge, woraufhin er am 20. April 2019 bei der 0:2-Auswärtsniederlage beim FSV Zwickau im Profifußball debütieren konnte. Im Frühjahr 2019 wurde der Vertrag des Torwarts nach dem Abgang des Konkurrenten Patrick Drewes bis Juni 2021 verlängert, es besteht eine Option auf Verlängerung um ein weiteres Jahr. Nach 27 Gegentreffern an den ersten zehn Spieltagen der Spielzeit 2019/20 wurde Verstappen vom nachverpflichteten Vincent Müller aus dem Kasten verdrängt und vertrat diesen nur noch viermal. Am Ende gelang den Kickers als Vizemeister die Rückkehr in die zweite Liga.
Der bundesligaerfahrene Fabian Giefer wurde in der Vorbereitung auf die Zweitligasaison verpflichtet und machte nach einer Leihe Müllers das Rennen gegenüber Verstappen. Am 13. Spieltag kam der Niederländer bei der Partie in Darmstadt zu einem Kurzeinsatz als Feldspieler. Bei den Würzburgern herrschte pandemiebedingte Personalnot und es standen lediglich 14 Akteure im Spieltagskader. Verstappen wurde mit einem Feldspielerdress mit seiner Spielernummer 33 ausgestattet und in der 90. Minute für den Innenverteidiger Tobias Kraulich eingewechselt. Darüber hinaus kam Verstappen nur noch bei der Partie gegen den VfL Osnabrück zu einem Einsatz als Torhüter. Nach der Saison 2020/21 verließ Verstappen die Kickers.
Im November 2021 unterschrieb Verstappen einen Kontrakt beim niederländischen Erstligisten Vitesse Arnheim. Dort konnte er sich jedoch nicht gegen Markus Schubert und Jeroen Houwen durchsetzen und verließ den Verein nach Saisonende wieder, woraufhin er erneut vereinslos war. Nachdem er sich ab dem Sommer bei seinem ehemaligen Klub Würzburger Kickers, der mittlerweile in der Regionalliga Bayern antrat, zunächst fitgehalten hatte, verpflichtete ihn der Verein schließlich im Februar 2023. Im Sommer 2023 schloss er sich der TSG 1899 Hoffenheim an, die ihn für ihre zweite Mannschaft in der Regionalliga Südwest unter Vertrag nahm.

### Nationalmannschaft
Verstappen kam zehnmal für niederländische Juniorenteams zum Einsatz.